# Gammiella tonkinensis
Gammiella tonkinensis är en bladmossart som beskrevs av Benito C. Tan 1990. Gammiella tonkinensis ingår i släktet Gammiella och familjen Sematophyllaceae. Inga underarter finns listade i Catalogue of Life.